# Cinygmula reticulata
Cinygmula reticulata is een haft uit de familie Heptageniidae. De wetenschappelijke naam van de soort is voor het eerst geldig gepubliceerd in 1934 door McDunnough.
De soort komt voor in het Nearctisch gebied.